# Kombinacja norweska na Mistrzostwach Świata Juniorów w Narciarstwie Klasycznym 2020
Kombinacja norweska na Mistrzostwach Świata Juniorów w Narciarstwie Klasycznym 2020 odbyła się w dniach 4-8 marca 2020 roku w niemieckim Oberwiesenthal. Zawodnicy rywalizowali w czterech konkurencjach: zawodach metodą Gundersena mężczyzn na dystansie 10 km, zawodach drużynowych mężczyzn, zawodach drużyn mieszanych oraz zawodach metodą Gundersena kobiet na dystansie 5 km.

## Wyniki mężczyzn

### Gundersen HS105/10 km
4 marca
|     | Jens Lurås Oftebro   | Norwegia  | 24:00,1 |
|     | Johannes Lamparter   | Austria   | +1:14,4 |
|     | Gaël Blondeau        | Francja   | +2:05,8 |
| 4.  | Rok Jelen            | Słowenia  | +2:05,8 |
| 5.  | Christian Frank      | Niemcy    | +2:07,3 |
| 6.  | Stefan Rettenegger   | Austria   | +2:17,1 |
| 7.  | Sebastian Østvold    | Norwegia  | +2:39,6 |
| 8.  | Mattéo Baud          | Francja   | +2:42,7 |
| 9.  | Atte Kettunen        | Finlandia | +2:45,3 |
| 10. | Stefano Radovan      | Włochy    | +2:45,9 |
| ... |                      |           |         |
| 30. | Piotr Kudzia         | Polska    | +4:53,1 |
| 36. | Andrzej Szczechowicz | Polska    | +5:29,4 |
| 43. | Mateusz Jarosz       | Polska    | +6:15,4 |
| 44. | Bartłomiej Klimowski | Polska    | +6:48,3 |

### Sztafeta HS105/4x5 km
8 marca
| Pozycja | Państwo           | Zawodnicy                                                               | Czas    |
| ------- | ----------------- | ----------------------------------------------------------------------- | ------- |
|         | Austria           | Stefan Rettenegger Thomas Rettenegger Johannes Lamparter Fabio Obermeyr | 47:23,5 |
|         | Francja           | Maël Tyrode Edgar Vallet Mattéo Baud Gaël Blondeau                      | +35,9   |
|         | Norwegia          | Emil Ottesen Marius Solvik Sebastian Østvold Andreas Skoglund           | +38,2   |
| 4.      | Niemcy            | Nick Siegmund Luis Lehnert David Mach Christian Frank                   | +42,7   |
| 5.      | Finlandia         | Wille Karhumaa Perttu Reponen Waltteri Karhumaa Otto Niittykoski        | +1:06,5 |
| 6.      | Japonia           | Yuya Yamamoto Daimatsu Takehana Shogo Azegami Kodai Kimura              | +1;40,4 |
| 7.      | Polska            | Andrzej Szczechowicz Bartłomiej Klimowski Piotr Kudzia Mateusz Jarosz   | +4;56,2 |
| 8.      | Słowenia          | Ožbej Jelen Matic Hladnik Uroš Vrbek Rok Jelen                          | +5;19,4 |
| 9.      | Włochy            | Domenico Mariotti Iacopo Bortolas Manuel Facchini Stefano Radovan       | +5;34,4 |
| 10.     | Czechy            | Matěj Čejchan Ján Šimek Jiří Konvalinka Petr Sablatura                  | +5;40,2 |
| 11.     | Ukraina           | Vitaliy Hrebeniuk Ivan Pylypchuk Andrii Pylypchuk Oleksandr Shumbarets  | +5;59,1 |
| 12.     | Rosja             | Aleksandr Milanin Roman Sidorov Eduard Zhirnov Vladimir Strugevich      | +6;47,9 |
| 13.     | Stany Zjednoczone | Henry Johnstone Niklas Malacinski Aidan Ripp Evan Nichols               | +6;48,1 |

## Wyniki kobiet

### Gundersen HS105/5 km
4 marca
| Pozycja | Zawodniczka          | Narodowość | Czas    |
| ------- | -------------------- | ---------- | ------- |
|         | Jenny Nowak          | Niemcy     | 14:12,3 |
|         | Gyda Westvold Hansen | Norwegia   | +45,2   |
|         | Lisa Hirner          | Austria    | +51,2   |
| 4.      | Maria Gerboth        | Niemcy     | +57,9   |
| 5.      | Marte Leinan Lund    | Norwegia   | +1:01,7 |
| 6.      | Sana Azegami         | Japonia    | +1:02,1 |
| 7.      | Léna Brocard         | Francja    | +1:08,3 |
| 8.      | Ayane Miyazaki       | Japonia    | +1:26,7 |
| 9.      | Anju Nakamura        | Japonia    | +1:35,8 |
| 10.     | Annika Sieff         | Włochy     | +1:47,6 |

## Zawody mieszane

### Sztafeta HS105/4x2,5 km
6 marca
| Pozycja | Państwo           | Zawodnicy                                                                 | Czas    |
| ------- | ----------------- | ------------------------------------------------------------------------- | ------- |
|         | Norwegia          | Sebastian Østvold Marte Leinan Lund Gyda Westvold Hansen Andreas Skoglund | 41:15,6 |
|         | Niemcy            | Christian Frank Maria Gerboth Jenny Nowak David Mach                      | +32,6   |
|         | Japonia           | Daimatsu Takehana Ayane Miyazaki Anju Nakamura Kodai Kimura               | +1:02,8 |
| 4.      | Austria           | Johannes Lamparter Lisa Hirner Sigrun Kleinrath Manuel Einkemmer          | +1:10,2 |
| 5.      | Włochy            | Stefano Radovan Annika Sieff Daniela Dejori Iacopo Bortolas               | +1:21,5 |
| 6.      | Rosja             | Eduard Zhirnov Glafira Noskova Alexandra Glazunova Aleksandr Milanin      | +3;09,7 |
| 7.      | Stany Zjednoczone | Niklas Malacinski Tess Arnone Annika Malacinski Even Nichols              | +3;29,4 |
| 8.      | Słowenia          | Ožbej Jelen Ema Volavšek Silva Verbič Rok Jelen                           | +3;33,7 |
| 9.      | Czechy            | Petr Sablatura Jolana Hradilová Tereza Koldovská Ján Šimek                | +5;08,8 |
| 10.     | Estonia           | Andreas Ilves Annemarii Bendi Triinu Hausenberg Robert Lee                | +6;40,8 |
| 11.     | Finlandia         | Atte Kettunen Annamaija Oinas Julia Tervahartiala Wille Karhumaa          | +6;50,5 |